# ガルツィニャーノ・テルメ
ガルツィニャーノ・テルメ（伊: Galzignano Terme）は、イタリア共和国ヴェネト州パドヴァ県にある、人口約4,300人の基礎自治体（コムーネ）。

## 地理

### 位置・広がり

#### 隣接コムーネ
隣接するコムーネは以下の通り。
- アルクァ・ペトラルカ
- バオーネ
- バッターリア・テルメ
- チント・エウガーネオ
- モンセーリチェ
- モンテグロット・テルメ
- テオーロ
- トッレーリア
- ヴォー

### 気候分類・地震分類
ガルツィニャーノ・テルメにおけるイタリアの気候分類 (it) および度日は、zona E, 2418 GGである。
また、イタリアの地震リスク階級 (it) では、zona 3 (sismicità bassa) に分類される。